# Tomás Podstawski
Tomás Podstawski, de son nom complet Tomás Martins Podstawski, né le 30 janvier 1995 à Porto, est un footballeur luso-polonais, Il évolue au poste de milieu défensif au Ruch Chorzów.

## Carrière

### En club
Né à Porto d'un père polonais et d'une mère portugaise, Tomás Podstawski prend sa première licence au Boavista FC, puis rejoint le centre de formation du FC Porto à l'âge de treize ans. Il joue son premier match professionnel le 12 août 2013 avec le FC Porto B lors d'un match contre le SC Beira-Mar. Il inscrit son premier but en championnat le 2 avril 2016, contre l'Académico Viseu, pour une large victoire sur le score de 4-0.

### En sélection
Avec les moins de 19 ans, il participe au championnat d'Europe des moins de 19 ans en 2013 puis en 2014. Lors de l'édition 2014, Podstawski officie comme capitaine de l'équipe, et inscrit un but contre l'Autriche. Il est titulaire lors de la finale perdue face à l'Allemagne.
Avec les moins de 20 ans, il participe à la Coupe du monde des moins de 20 ans 2015 organisée en Nouvelle-Zélande. Lors du mondial junior, il joue quatre matchs. Le Portugal est éliminé en quarts de finale par le Brésil. Podstawski est à nouveau capitaine de la sélection portugaise lors de cette Coupe du monde. 
Il est ensuite convoqué afin de participer aux Jeux olympiques de Rio de Janeiro l'été suivant. Lors du tournoi olympique, il joue quatre matchs. Le Portugal est éliminé en quarts de finale par l'Allemagne.

## Statistiques
| Saison                | Club                  | Championnat           | Championnat | Championnat | Coupe(s) nationale(s) | Coupe(s) nationale(s) | Total | Total |
| Saison                | Club                  | Division              | M.          | B.          | M.                    | B.                    | M.    | B.    |
| 2013-2014             | FC Porto B            | Segunda Liga          | 24          | 0           | -                     | -                     | 24    | 0     |
| 2014-2015             | FC Porto B            | LigaPro               | 37          | 0           | -                     | -                     | 37    | 0     |
| 2015-2016             | FC Porto B            | LigaPro               | 38          | 1           | -                     | -                     | 38    | 1     |
| 2016-2017             | FC Porto B            | LigaPro               | 6           | 0           | -                     | -                     | 6     | 0     |
| Total sur la carrière | Total sur la carrière | Total sur la carrière | 105         | 1           | -                     | -                     | 105   | 1     |

## Palmarès
Il est finaliste du Championnat d'Europe des moins de 19 ans en 2014 avec l'équipe du Portugal des moins de 19 ans.
Il remporte le championnat du Portugal de deuxième division en 2015-2016 avec le FC Porto B.